# Gama aenea
Gama aenea är en skalbaggsart som beskrevs av Moser 1924. Gama aenea ingår i släktet Gama och familjen Melolonthidae. Inga underarter finns listade i Catalogue of Life.